# كاثرين كورتين
كاثرين كورتين (بالإنجليزية: Catherine Curtin)‏ هي ممثلة أمريكية، ولدت في 1953 بنيويورك في الولايات المتحدة.

## أعمال

### أفلام
- (2008) الطريق الثوري[4][5]
- (2011) صاخب لأقصى حد وقريب قرب لا يصدق[6]
- (2012) ميراث بورن[7][8]
- (2013) ذئب وول ستريت[9]

### مسلسلات
- قانون ونظام[10]

## وصلات خارجية
- كاثرين كورتين على موقع IMDb (الإنجليزية)
- كاثرين كورتين على موقع ألو سيني (الفرنسية)
- كاثرين كورتين على موقع أول موفي (الإنجليزية)
- كاثرين كورتين على موقع قاعدة بيانات الفيلم (الإنجليزية)